# 카를로 코스켈로
카를로 안톤 "칼레" 코스켈로(핀란드어: Kaarlo Anton "Kalle" Koskelo, 1888년 4월 12일 ~ 1953년 12월 21일)는 핀란드의 레슬링 선수로 1912년 하계 올림픽 페더급에서 금메달을 획득했다. 그는 제1차 세계 대전과 핀란드 내전에 참전하였고 1919년에 미국으로 이주했다. 그는 오리건주 애스토리아에 정착하여 저명한 지역 사업가가 되었다.

## 참조
1. ↑  “카를로 코스켈로”. 《sports-reference.com》. 2012년 12월 16일에 원본 문서에서 보존된 문서. 2017년 2월 17일에 확인함.